# Marine Dupuis
Pour les articles homonymes, voir Dupuis (homonymie).
Marine Dupuis, née le 18 avril 1992 à Pontarlier (Doubs), est une joueuse internationale française de handball évoluant au poste d'ailière gauche.

## Biographie

### Carrière
En 2020, après 21 ans à l'Entente sportive Besançon féminin, elle rejoint le Toulon Saint-Cyr Var Handball. Elle rejoint ensuite les Neptunes de Nantes puis signe en décembre 2023 pour l'OGC Nice.
Le 24 octobre 2024, elle fait ses débuts en équipe de France à l'âge de 32 ans, lors d'un match amical face à la Hongrie disputé au palais des sports de Toulon (défaite des Bleues 30 buts à 27).
Lors du Championnat d'Europe 2024, elle est appelée en renfort par Sébastien Gardillou avant le début du tour principal, au lendemain de la sortie sur blessure de Coralie Lassource, demeurant incertaine pour disputer le prochain match.

## Palmarès

### En sélection
autres
- vice championne du monde junior en 2012[5]
- 10e place du championnat d'Europe junior en 2011[6]

### En club
compétitions nationales
- championne de France de 2e division en 2015 (avec l'ES Besançon)
- Championnat de France
  - 3e en 2023 et 2024

compétitions internationales
- Ligue européenne (1)
  - 3e en 2024